# Norsk lundehund
Norsk lundehund[Nota], cujo nome significa "cão de papagaio-do-mar", é uma raça originalmente desenvolvida para caçar estes animais em seus ninhos. Entre os atributos conquistados para esta tarefa estão os coxins das patas maiores, êrgos duplos e dedos extras, que dão maior firmeza, além das orelhas eretas, que permitem dobrarem-se para proteção. Com a entrada do papagaio na lista de espécies protegidas, o norsk tornou-se uma raça rara, ainda difícil de ser encontrada. Cão pequeno que pode atingir os 6,5 kg, tem o adestramento considerado moderado e pode apresentar problemas digestivos.